# Кентал, Антеру Таркиниу де
Анте́ру Тарки́ниу де Кента́л (вариант ди Кента́л передаёт бразильское произношение; порт. Antero Tarquínio de Quental [ɐ̃ˈtɛɾu dɨ kẽˈtaɫ]; 18 апреля 1842, Понта-Делгада, Азорские острова — 11 сентября 1891, там же) — португальский лирик, публицист, основатель португальской секции первого Интернационала.

## Биография
Выходец из землевладельческой знати. Представитель философского направления в португальской поэзии. Напечатал: «Сонеты» (Sonetos, 1863; извлечения в немецком переводе, 1887); Beatrize (1864); Odes modernas (1864; дополненное издание, 1875); Primaveras românticas (1872); новый сборник Sonetos (1881) и др. Его памфлет «Здравый смысл и хороший вкус» (Bom-senso e bom-gosto, 1865) стал литературным манифестом реалистической «Коимбрской школы». В 1871 опубликовал анонимную брошюру «Что такое интернационал». В своих стихах выражал демократические и социалистические идеи, но в сентиментально-утопической форме. Находился под влиянием прудонизма, был одним из основателей Португальской социалистической партии.
Из прозаических сочинений Кентала выделяются: «Здравый смысл и хороший вкус»; A dignidade das letras (1865); Considerações sobre a filosofia da história literária portuguesa (1872); A poesia na actualidade (1881). Горячо интересуясь политикой своей родины, Кентал дал выражение своим республиканским воззрениям в сочинении Portugal perante a revolução de Espanha (1868). Другой его политический труд: Causas da decadência dos povos peninsulares (Лиссабон, 1871).
В болезненном состоянии покончил с собой.
Стихотворение Кентала «За́ре» в своём переводе Анна Ахматова включила в свой сборник стихов «Подорожник» (1922) — это единственный перевод, входивший в её авторские сборники.

ЗAPE

Тот счастлив, кто прошел среди мучений,

Среди тревог и страсти жизни шумной,

Подобно розе, что цветет бездумно,

И легче по водам бегущей тени.

Так жизнь твоя была чужда заботе,

Как тонкий сон, но сладостный и нежный:

Проснулась… улыбнулась… и небрежно

Вернулась ты к нарушенной дремоте.

Июль 1920

Оригинальный текст (порт.)

ZARA

               A Joaquim de Araujo

Feliz de quem passou por entre a mágoa

E as paixões da existência tumultuosa,

Inconsciente, como passa a rosa,

E leve, como a sombra sobre a água.

Era-te a vida um sonho. Indefinido

E ténue, mas suave e transparente...

Acordaste, sorriste... e vagamente

Continuaste o sonho interrompido.

Lisboa, 16 de janeiro de 1880.

Calçada de Sant'Anna, 207, 2,º

             Anthero de Quental

— Антеру де Кентал, Перевод Анна Ахматова.

## Поэзия
В тематике поэзии Антеру де Кентала часто выделяют три основных направления:
- Впечатления и переживания юности во всём своём красочном разнообразии;
- Поэзия борьбы, где слышится «глас революции», призыв к решительным действиям;
- Поэзия, окрашенная метафизикой, тоской и неудовлетворённостью человека, ищущего смысл существования.

Однако, зрелые произведение Антеру заставляют подвергнуть сомнению взгляды тех литературных критиков, кто усматривает в творчестве поэта три хронологически последовательные фазы. Его зрелые стихи явно демонстрируют постоянно присутствующее колебание между поэзией борьбы, воспевающей действие, величие человеческих способностей, и поэзией интимной, направленной на анализ человеческой индивидуальности, охваченной непреходящим беспокойством и неудовлетворённостью.
Антеру достигает высокой степени мастерства в работе над своими сонетами, многие критики считают их лучшими в португальской поэзии, выдерживающими сравнение с сонетами Луиса де Камоэнса и Мануэла ду Бокаже. Действительно, есть некие точки соприкосновения в стиле и тематике этих трёх поэтов: сонетам Антеру бесспорно присущ неповторимый аромат классики, он чувствуется и в их образности, музыкальной гармонии, и в анализе универсальных глубинных проблем, испокон веков волнующих человечество.

ЭВОЛЮЦИЯ

Я камнем был на склоне одиноком

Во времена, что прячутся в тумане,

Волною был, гранит седой тараня,

И деревом, с кривым, замшелым боком.

Я — зверь, рычал в пещере, крытой дроком;

О, древний монстр, ревел на зорьке ранней,

Я голову вздымал в ночном лимане,

Я жертву ждал под пламенным востоком.

Я — человек теперь, из давней тени

У ног моих спускаются ступени

Спирально вниз, к бездонности пустынь…

Я к вечности протягиваю руки,

Но в пустоте, в которой никнут звуки,

Свобода мне дороже всех святынь.

Оригинальный текст (порт.)

EVOLUÇÃO

A Santos Valente

Fui rocha, em tempo, e fui, no mundo antigo,

Tronco ou ramo na incógnita floresta...

Onda, espumei, quebrando-me na aresta

Do granito, antiquíssimo inimigo...

Rugi, fera talvez, buscando abrigo

Na caverna que ensombra urze e giesta;

Ou, monstro primitivo, ergui a testa

No limoso paul, glauco pascigo...

Hoje sou homem — e na sombra enorme

Vejo, a meus pés, a escada multiforme,

Que desce, em espirais, na imensidade...

Interrogo o infinito e às vezes choro...

Mas, estendendo as mãos no vácuo, adoro

E aspiro unicamente à liberdade.
— Антеру де Кентал, Перевод Ирины Фещенко-Скворцовой.

## Избранная библиография
- Sonetos de Antero, 1861.
- Beatrice e Fiat Lux, 1863.
- Odes Modernas, 1865. 2.ª ed. (дополненное издание) Porto: 1875.
- Primaveras Românticas, Porto: 1872.
- Sonetos, Porto: 1881.
- Sonetos Completos, 1886.
- Raios de Extinta luz, 1892.

## Издания

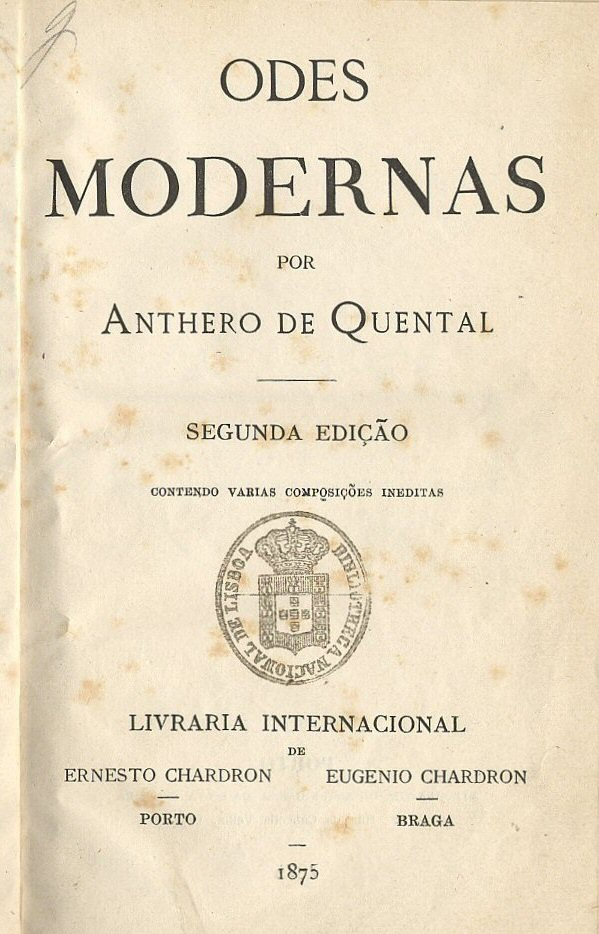
Антеру де Кентал, Современные оды, второе издание. Порту: Международный книжный магазин, 1875 г.

Скачать из Национальной библиотеки Португалии
- Odes Modernas (порт.) / Segunda edição contendo várias composições inéditas. — Porto: Livraria Internacional, 1875. — 186 p.
- Sonetos (порт.). — Porto: Imprensa Portuguesa, 1880. — 32 p.
- Os Sonetos Completos de Anthero de Quental (порт.) / Publicados por J. P. Oliveira Martins. — Porto: Livraria Portuense, 1886. — 126 p.
- Raios de Extincta Luz (порт.) / Poesias ineditas (1859–1863) com outras pela primeira vez colligidas, publicadas e precedidas de um escorso biographico por Theophilo de Braga. — Lisboa: M. Gomes, 1892. — 257 p.
- A Philosophia da Natureza dos Naturalistas (порт.). — Ponta Delgada: Campeão Popular, 1894. — 43 p.

Скачать из Интернет-архив
- Odes Modernas (порт.) / Terceira edição contendo varias composições ineditas. — Porto: Livraria Chardron, 1898. — 190 p.
- Sonetos (порт.). — Porto: Imprensa Portuguesa, 1880. — 32 p.
- Os Sonetos Completos de Anthero de Quental (порт.) / Segunda edição, augmentada com um appendice contendo traducções em allemão, francez, italiano e hespanhol. — Porto: Livraria Portuense, 1890. — 184 p.
- Raios de Extincta Luz (порт.) / Poesias ineditas (1859–1863), com outras pela primeira vez colligidas, publicadas e precedidas de um escorso biographico por Theophilo de Braga. — Lisboa: M. Gomes, 1892. — 257 p.
- [Escriptos dispersos] (порт.). — Barcellos: Aurora do Cavado, 1896. — 123 p.
- Prosas (порт.) / Volume I. — Coimbra: Imprensa da Universidade, 1923. — 398 p.
- Prosas (порт.) / Volume II. — Coimbra: Imprensa da Universidade, 1926. — 232 p.
- Sixty-four Sonnets (англ.) / Englished by Edgar Prestage. — London: David Nutt, 1894. — 133 p.
- Sonnets and poems of Anthero de Quental (англ.) / Translated by S. Griswold Morley. — Berkeley: University of California Press, 1922. — 133 p.

## Переводы на русский язык
- «Зape» — Перевод София Буйницкий. //  Anthero de Quental, Zara — Edição Polyglottа. — Lisboa: Imprensa Nacional, 1894. — С. 55 — 89 с.
- «Зape» — Перевод Анны Андреевны Ахматовой, Июль 1920.
- «Теза и антитеза» — Перевод Ирины Фещенко-Скворцовой в Сетевой Словесности.
- «Переводы Антеру де Кентал» — Переводы Ирины Фещенко-Скворцовой на сайте Стихи.ру.
- «Эволюция» в Антологии «Век Перевода» — Перевод Ирины Фещенко-Скворцовой.
- Антеру де Кентал «Сонеты». // Лузитанская душа. Стихи португальских поэтов XV—XX веков (Сост. и переводчик Ирина Фещенко-Скворцова). — М.: Водолей, 2017. — С. 43-49. ISBN 978-5-91763-368-8.